# Miles Sanders
Miles Sanders (Pittsburgh, 1º maggio 1997) è un giocatore di football americano statunitense che milita nel ruolo di running back per i Carolina Panthers della National Football League (NFL).

## Carriera universitaria
Sanders al college giocò a football con i Penn State Nittany Lions dal 2016 al 2018. Nell'ultima stagione divenne titolare dopo l'addio di Saquon Barkley, venendo inserito nella seconda formazione ideale della Big 12 Conference dopo avere corso 1.274 yard e 9 touchdown.

## Carriera professionistica

### Philadelphia Eagles
Sanders fu scelto nel corso del secondo giro (53º assoluto) del Draft NFL 2019 dai Philadelphia Eagles. Debuttò come professionista subentrando nella gara del primo turno contro i Washington Redskins correndo 11 volte per 25 yard. Nel quindicesimo turno con 122 yard corse superò il record per un rookie degli Eagles precedentemente detenuto da LeSean McCoy di yard corse in una stagione. La sua stagione si chiuse con 818 yard corse e 6 touchdown (3 su corsa e 3 su ricezione), venendo inserito nella formazione ideale dei rookie della Pro Football Writers Association.
Nella settimana 14 della stagione 2020 Sanders corse 115 yard e segnò due touchdown contribuendo alla vittoria a sorpresa sui New Orleans Saints, la squadra con il miglior record della NFC.
Nel quarto turno della stagione 2022 Sanders corse 134 yard e segnò due touchdown nella vittoria sui Jacksonville Jaguars. A fine stagione fu convocato per il suo primo Pro Bowl dopo essersi classificato quinto nella NFL con 1.269 yard corse. Nella finale della NFC segnò due touchdown su corsa nella vittoria per 31-7 sui San Francisco 49ers che qualificò gli Eagles al Super Bowl. Il 12 febbraio 2023 partì come titolare nel Super Bowl LVII ma gli Eagles furono sconfitti per 38-35 dai Kansas City Chiefs.

### Carolina Panthers
Il 15 marzo 2023 Sanders firmó con i Carolina Panthers.

## Palmarès

### Franchigia
- National Football Conference Championship: 1

Philadelphia Eagles: 2022

### Individuale
- Convocazioni al Pro Bowl: 1

2022
- PFWA All-Rookie Team - 2019